# Vorbuse
Vorbuse – wieś w Estonii, w prowincji Tartu, w gminie Tähtvere.
W pobliżu wsi znajduje się most kolejowy Jänese na linii Tapa – Tartu nad rzeką Emajõgi.